# Natthapong Yotsungnoen
Natthapong Yotsungnoen (thailändisch นัทธพงศ์ ยอดสูงเนิน, * 18. Oktober 2002 in Udon Thani) ist ein thailändischer Fußballspieler.

## Karriere
Natthapong Yotsungnoen erlernte das Fußballspielen in der Jugendmannschaft vom Udon Thani FC. Hier unterschrieb er Anfang Januar 2022 auch seinen ersten Profivertrag. Der Verein aus Udon Thani spielte in der zweiten thailändischen Liga, der Thai League 2. Sein Zweitligadebüt gab Natthapong Yotsungnoen am 12. Februar 2022 (23. Spieltag) im Heimspiel gegen den Trat FC. Hier wurde er in der 87. Minute für Warut Wongdee eingewechselt. Trat gewann das Spiel 2:1.